# Knælere
Knælere (Mantodea) er en orden af insekter, der indeholder mere end 2.400 arter og omkring 430 slægter i 15 familier på verdensplan i tempererede og tropiske levesteder. De fleste af arterne er i familien Mantidae.

## Etymologi
Navnet mantodea er dannet af græsk: μάντις (mantis) som betyder "profet", og græsk: εἶδος (eidos) som betyder "form" eller "type". Det blev dannet i 1838 af den tyske zoolog Hermann Burmeister.

## Levevis
En knæler er et ikke planteædende insekt, dvs. et rovdyr. Knæleren har en lang slank krop med hjerteformet hoved. Knæleren har fået sit navn, fordi den ligner en bedende i hvilestilling.
Hunnen kan under parring bide hovedet af hannen, fordi der findes et hormon i hovedet, der hæmmer parringen fra hannens side. Så snart hunnen har bidt hovedet af hannen, vil han derfor parre sig uafbrudt, indtil hun efterhånden har ædt ham helt op fra forenden af.

## Familier
- Acanthopidae
- Amorphoscelididae
- Chaeteessidae
- Empusidae
- Eremiaphilidae
- Hymenopodidae
- Iridopterygidae
- Liturgusidae
- Mantidae
- Mantoididae
- Metallyticidae
- Sibyllidae
- Tarachodidae
- Thespidae
- Toxoderidae